# Cervalces
Cervalces es un género extinto de mamíferos artiodáctilos de la familia Cervidae que vivió durante el Plioceno y Pleistoceno. Cervalces scotti vivió durante el Pleistoceno en América del Norte mientras que Cervalces latifrons y Cervalces carnutorum fueron encontrados en el Pleistoceno de Europa y Asia.